# Achnanthes
Achnanthes – rodzaj okrzemek występujących głównie w bentosie różnego typu wód. Do przełomu XX i XXI wieku wyróżniano bardzo wiele gatunków. W bazie AlgaeBase odnotowano ich 761. Po rewizjach taksonomicznych z rodzaju tego wydzielono nowe. W związku z tym opisy rodzaju z XIX i XX w. mogą zwierać informacje zdezaktualizowane.

## Budowa
Jednokomórkowe osobniki mają kształt podłużny – od linearnego do lancetowatego. Tylko jedna z okryw pancerzyka ma rafę. Na okrywie tej pole środkowe ma formę fascii, sięgając do krawędzi. Na okrywie bezrafowej sternum jest szkliste i przesunięte w kierunku jej krawędzi. Z perspektywy pasa obwodowego oś apikalna jest wygięta. 
Wewnątrz komórki znajdują się bezskrobiowe pirenoidy o krystalicznej strukturze.

## Ekologia
Gatunki z rodzaju Achnanthes często są przedstawicielami fitobentosu. Występują zarówno w wodach śródlądowych, jak i morskich, a także jako aerofity. Wiele gatunków planktonicznych dawniej zaliczanych do tego rodzaju zostało z niego wyłączonych (np. do rodzaju Achnanthidium).
Auksospory z reguły powstają z dwóch komórek rodzicielskich.

## Gatunki
Ze względu na dużą liczbę gatunków już od XIX w. wydzielano kilka podrodzajów lub sekcji. Co jakiś czas specjaliści na podstawie nowych badań dokonują dalej idących rewizji rodzaju. W 1990 na nowo zdefiniowano rodzaj Achnanthidium, przenosząc do niego część gatunków z rodzaju Achnanthes. W 1996 na podstawie badania psammonowych gatunków lub odmian wcześniej zaliczanych do rodzaju Achnanthes wyróżniono rodzaj Psammothidium i włączono do niego 25 nowych taksonów oraz zdefiniowano rodzaje Karayevia, Kolbesia, Planothidium i Rossithidium oraz przeniesiono kolejne gatunki do rodzaju Achnanthidium. 
W serwisie AlgaeBase w 2020 r. zgromadzono 252 gatunków o potwierdzonym statusie. Na liście znajdują się także odmiany uznane za właściwie scharakteryzowane, mimo że przypisane do gatunków współcześnie uznanych za synonimy innych gatunków:

- Achnanthes aapajaervensis
- Achnanthes acares
- Achnanthes acus
- Achnanthes adnata
- Achnanthes affinis var. jamalinensis
- Achnanthes agglutinata
- Achnanthes ambigua
- Achnanthes americana
- Achnanthes amphicephala
- Achnanthes andicola
- Achnanthes angustata
- Achnanthes antiqua
- Achnanthes arctica
- Achnanthes arenaria
- Achnanthes arguta
- Achnanthes armillaris
- Achnanthes astridiae
- Achnanthes asymbasia
- Achnanthes atacamae
- Achnanthes aubertii
- Achnanthes austriaca var. austriaca
- Achnanthes austriaca var. dracomontana
- Achnanthes austriaca var. parallela
- Achnanthes baicaliana
- Achnanthes baldjickii
- Achnanthes baltalensis
- Achnanthes basaltensis
- Achnanthes bengalensis
- Achnanthes bergianii
- Achnanthes bernieri
- Achnanthes bijuga
- Achnanthes bijugata
- Achnanthes bistriata
- Achnanthes borealis f. baicalensis
- Achnanthes boudoui
- Achnanthes breenii
- Achnanthes brevipes
- Achnanthes brockmannii
- Achnanthes brunii
- Achnanthes calamae
- Achnanthes calcar var. australis
- Achnanthes calcar var. pulcherrima
- Achnanthes capitata
- Achnanthes carmichaelii
- Achnanthes ceramii
- Achnanthes chilensis var. subaequalis
- Achnanthes citronella
- Achnanthes clevei f. rostrata
- Achnanthes clevei var. balcanica
- Achnanthes clevei var. clevei
- Achnanthes coarctata
- Achnanthes cocconeiformis
- Achnanthes cocconeioides
- Achnanthes cognita
- Achnanthes congolensis
- Achnanthes conspicua var. brevistriata
- Achnanthes conspicua var. conspicua
- Achnanthes conspicuoides
- Achnanthes controversa
- Achnanthes convergens
- Achnanthes corrupta
- Achnanthes costata
- Achnanthes cotteriensis
- Achnanthes crenulata
- Achnanthes crosbyana
- Achnanthes crucifera
- Achnanthes cuneata
- Achnanthes curta
- Achnanthes curvirostrum
- Achnanthes danica
- Achnanthes delicatissima
- Achnanthes delicatula subsp. septentrionalis
- Achnanthes densestriata
- Achnanthes didyma f. didyma
- Achnanthes dispar var. angustissima
- Achnanthes dispar var. capitata
- Achnanthes dispar var. rumaniensis
- Achnanthes divergens
- Achnanthes dornii
- Achnanthes elata
- Achnanthes elliptica f. ikpikpukensis
- Achnanthes elliptica var. elongata
- Achnanthes elongata
- Achnanthes entrancensis
- Achnanthes erdmannensis
- Achnanthes eureka
- Achnanthes exigua f. subcapitata
- Achnanthes exigua var. angustirostrata
- Achnanthes exigua var. baicalensis
- Achnanthes exigua var. undulata
- Achnanthes exiguoides
- Achnanthes exilioides
- Achnanthes expressa
- Achnanthes fasciata
- Achnanthes felinophila
- Achnanthes fimbriata
- Achnanthes flahaultii
- Achnanthes flathukensis
- Achnanthes flexella var. arctica
- Achnanthes flexella var. minuta
- Achnanthes fluviatilis
- Achnanthes fogedii
- Achnanthes fontana
- Achnanthes frigida
- Achnanthes fugei
- Achnanthes georgica
- Achnanthes gibberula
- Achnanthes glabrata
- Achnanthes gracilis
- Achnanthes gregoriana
- Achnanthes groenlandica
- Achnanthes grunowii
- Achnanthes hallandica
- Achnanthes hankensis
- Achnanthes hardingensis
- Achnanthes hasta
- Achnanthes hastata
- Achnanthes hauckii
- Achnanthes haynaldii var. elliptico-lanceolata
- Achnanthes haynaldii var. oblongo-elliptica
- Achnanthes haynaldii var. vulgaris
- Achnanthes helvetica var. alpina
- Achnanthes herteri
- Achnanthes hettensis
- Achnanthes holostatica
- Achnanthes holstii f. cuneiformis
- Achnanthes holstii var. celtica
- Achnanthes hudsonis
- Achnanthes hyperboreoides
- Achnanthes impexa
- Achnanthes inflata
- Achnanthes inflatagrandis
- Achnanthes ingratiformis
- Achnanthes interrupta
- Achnanthes investiens
- Achnanthes islandica
- Achnanthes iversenii
- Achnanthes jamaicensis
- Achnanthes japonica
- Achnanthes javanica
- Achnanthes jogensis
- Achnanthes johncarteri
- Achnanthes kamczatica
- Achnanthes koenigii
- Achnanthes kohleriana
- Achnanthes koreana
- Achnanthes koshovii
- Achnanthes kryophila var. kryophila
- Achnanthes kryophiloides
- Achnanthes kuelbsii
- Achnanthes kuwaitensis
- Achnanthes lacunarum
- Achnanthes lacus-baicali
- Achnanthes lacus-karluki
- Achnanthes laevis var. aratasii
- Achnanthes lanceolata f. pura
- Achnanthes lanceolata f. semipura
- Achnanthes lanceolata subsp. polymorpha
- Achnanthes lanceolata subsp. robusta
- Achnanthes lanceolata var. baicalensis
- Achnanthes lanceolata var. bimaculata
- Achnanthes lanceolata var. boyei
- Achnanthes lanceolata var. crassa
- Achnanthes lanceolata var. faeroensis
- Achnanthes lanceolata var. fossilis
- Achnanthes lanceolata var. maxima
- Achnanthes lanceolata var. minor
- Achnanthes lanceolata var. rhomboides
- Achnanthes lanceolata var. rostratiformis
- Achnanthes lanceolata var. tenuis
- Achnanthes lapidosa var. lanceolata
- Achnanthes lapidosa var. producta
- Achnanthes lapponica var. fennica
- Achnanthes larsenii
- Achnanthes lata
- Achnanthes laterostriata f. kraskei
- Achnanthes latissima
- Achnanthes lecohui
- Achnanthes leibleinii
- Achnanthes lemmermannii
- Achnanthes leonardii
- Achnanthes leontopithecus-rosalia
- Achnanthes levoillae
- Achnanthes linearis var. cryptocephala
- Achnanthes linearis var. nipponica
- Achnanthes lintonensis
- Achnanthes lobata
- Achnanthes longboardia
- Achnanthes lyrata
- Achnanthes maculata
- Achnanthes maewensis
- Achnanthes manifera
- Achnanthes mansiensis
- Achnanthes maolanensi
- Achnanthes marginestriata
- Achnanthes marginulata var. subrotunda
- Achnanthes marraitensis
- Achnanthes martyi
- Achnanthes mauiensis
- Achnanthes maxima
- Achnanthes medioconvexa
- Achnanthes meisteri
- Achnanthes mercuryi
- Achnanthes mesoconstricta
- Achnanthes meyeri
- Achnanthes microcephala f. magna
- Achnanthes minima
- Achnanthes minuscula
- Achnanthes minutissima var. curta
- Achnanthes minutissima var. gracillima
- Achnanthes minutissima var. macrocephala
- Achnanthes minutissima var. microcephala
- Achnanthes modesta
- Achnanthes modestiforme
- Achnanthes mollis
- Achnanthes monela
- Achnanthes muelleri
- Achnanthes multiarticulata
- Achnanthes muscorum
- Achnanthes naviformis
- Achnanthes neglecta
- Achnanthes neocaledonica
- Achnanthes neoskortzowii
- Achnanthes nolli
- Achnanthes obliqua f. maior
- Achnanthes oblonga
- Achnanthes obscura
- Achnanthes oestrupii var. lanceolata
- Achnanthes oestrupii var. rostrata
- Achnanthes orientalis
- Achnanthes ostenii
- Achnanthes pachypus
- Achnanthes pamirensis
- Achnanthes parexigua
- Achnanthes parvula
- Achnanthes pelta
- Achnanthes pennaeformis
- Achnanthes perfida
- Achnanthes pinnata var. capensis
- Achnanthes pirogueana f. capitata
- Achnanthes polaris
- Achnanthes polynesica
- Achnanthes profunda
- Achnanthes prominula
- Achnanthes pseudoaffinis
- Achnanthes pseudobliqua
- Achnanthes pseudobrevipes
- Achnanthes pseudocoarctata
- Achnanthes pseudoconica
- Achnanthes pseudogroenlandica
- Achnanthes pseudohungarica
- Achnanthes pseudolinearis
- Achnanthes pseudolongipes
- Achnanthes pseudopinnata
- Achnanthes pseudosuchlandtii
- Achnanthes pulchella
- Achnanthes pulcherrima
- Achnanthes punctata
- Achnanthes punctulata
- Achnanthes pygmaea
- Achnanthes quadripunctata
- Achnanthes radiata
- Achnanthes radiatus
- Achnanthes ramosa
- Achnanthes rechtensis
- Achnanthes reidensis
- Achnanthes rhombica
- Achnanthes rosenstockii var. sinepuncta
- Achnanthes rupestoides
- Achnanthes sancti-paulii
- Achnanthes saxophila
- Achnanthes schmidtiana
- Achnanthes schmidtii
- Achnanthes schulzii
- Achnanthes scutiformis var. delicatula
- Achnanthes secretitaeniata
- Achnanthes semiaperta
- Achnanthes semifasciata
- Achnanthes septata
- Achnanthes septata var. incurvata
- Achnanthes septentrionalis var. subcapitata
- Achnanthes seriata
- Achnanthes siamexilis
- Achnanthes siamlinearis
- Achnanthes similis
- Achnanthes skvortzowii
- Achnanthes smithiana
- Achnanthes sphacelata
- Achnanthes squaliformis
- Achnanthes stauroneiformis
- Achnanthes stolida
- Achnanthes striata
- Achnanthes subaffinis
- Achnanthes subconstricta
- Achnanthes subcrassa
- Achnanthes subelata
- Achnanthes subexigua
- Achnanthes subhudsonis var. densestriata
- Achnanthes sublitoralis
- Achnanthes submontana
- Achnanthes subsaloides
- Achnanthes suspecta
- Achnanthes taylorensis
- Achnanthes temperei
- Achnanthes tenuissima
- Achnanthes trachyderma
- Achnanthes tumescens
- Achnanthes undulatus
- Achnanthes undulorostrata
- Achnanthes valida
- Achnanthes ventralis var. crassa
- Achnanthes ventraloconfusa f. simplex
- Achnanthes vexillum
- Achnanthes vicentii
- Achnanthes vistulana
- Achnanthes wellsiae
- Achnanthes woodlawnensis
- Achnanthes yaquinensis

W Polsce stwierdzono występowanie A. brevipes – w wodach przybrzeżnych i przejściowych i na solniskach i A. coarctata, głównie w wodach bagiennych, także na wilgotnych siedliskach lądowych. Inne gatunki wcześniej podawane dla polskiej fykoflory, nierzadko powszechnie występujące, zostały przeniesione do innych rodzajów.